# Almost You
Almost You est un film américain réalisé par Adam Brooks, sorti en 1985.

## Fiche technique
- Titre : Almost You
- Réalisation : Adam Brooks
- Scénario : Mark Horrowitz, d'après une histoire d'Adam Brooks
- Musique : Jonathan Elias
- Pays de production :  États-Unis
- Genre : Comédie dramatique
- Date de sortie : 
  - États-Unis : 29 mars 1985

## Distribution
- Brooke Adams : Erica Boyer
- Griffin Dunne : Alex Boyer
- Karen Young : Lisa Willoughby
- Marty Watt : Kevin Danzig
- Christine Estabrook : Maggie
- Josh Mostel : David
- Laura Dean : Jeannie
- Dana Delany : Susan McCall
- Spalding Gray : Travel Agent